# بیلی بریسکو
بیلی بریسکو (انگلیسی: Billy Briscoe; ۶ نوامبر ۱۸۹۶ – ۷ فوریهٔ ۱۹۹۴) بازیکن فوتبال اهل بریتانیا بود.
از باشگاه‌هایی که در آن بازی کرده‌است می‌توان به باشگاه فوتبال استوک سیتی، باشگاه فوتبال کونگلتون تاون، و باشگاه فوتبال پورت ویل اشاره کرد.

## حرفه
بریسکو در ژانویه 1918 قبل از امضای فرم‌های حرفه‌ای با پورت ویل ظاهر شد. او در سه بازی برای تیم‌های واتفورد، استوک و میلتون برادر و لیک یونایتد به میدان رفت. در اکتبر 1919، این باشگاه به لیگ فوتبال پذیرفته شد و بریسکو اولین گل خود را در لیگ دوم در تاریخ ۱۵ نوامبر در بازی با کلپتون اورینت به ثمر رساند. در فصل ۱۹۱۹-۱۹۲۰، در ۲۵ بازی، ۱۰ گل به ثمر رساند. در تاریخ ۲۵ سپتامبر ۱۹۲۰ در زمین تفریحی قدیمی، در مقابل رقیب استوک، در برابر برد ۲ به ۱، پیشی گرفت. وی همچنین در Molineux و زمین شهر نیز به شبکه توپ‌ها برخورد کرد و در ۳۵ بازی در فصل ۱۹۲۰-۱۹۲۱، سه گل دیگر به ثمر رساند. او در فصل ۱۹۲۱-۱۹۲۲، در ۳۴ بازی شرکت کرد و تنها یک گل را به ثمر رساند. او عضو تیم‌هایی بود که در سال‌های ۱۹۲۰ و ۱۹۲۲ جام بیمارستان شمال استافوردشایر را قبلیه نمایی کردند. او در فصل ۱۹۲۲-۱۹۲۳، سه گل در ۴۰ بازی به ثمر رساند. در تابستان ۱۹۲۳، بریسکو با هیئت‌مدیره پورت ویل توافق نکرد و به تیم غیر لیگی کنگلتون تاون نزدیک شد. در ژانویه ۱۹۲۴، ویل شرایط بهتری را ارائه کرد و او دوباره امضا کرد. با وجود بازی کردن تنها در ۲۱ مسابقه، در فصل ۱۹۲۳-۱۹۲۴ رتبه برتر گلزن را مشترکاً به اتمام رساند و با تام پیج در تعداد ۱۰ گل هم‌تراز شد. در فصل ۱۹۲۴-۱۹۲۵، در ۴۴ بازی، ۱۲ گل به ثمر رساند و تنها یک بازی را از دست داد. با این حال، ویلف کرکهام پرکار اکنون به عنوان منبع اصلی گل‌های باشگاه در این تیم قرار گرفت. بریسکو در یک بازی خارج از لیگ با الفتون دو گل از دوازده گل خود را به ثمر رساند. در سال ۱۹۲۵-۱۹۲۶، در ۲۶ بازی، چهار گل زد و حتی در هنگام رنجیدن آپاندیسیت هم بازی کرد. در فصل ۱۹۲۶-۱۹۲۷، در ۳۲ بازی، هفت گل زد و به تیم کمک کرد تا برای اولین بار در لیگ بالاتر از استوک سیتی قرار بگیرد. او در فصل ۱۹۲۷-۱۹۲۸، در ۲۲ بازی، پنج گل به ثمر رساند و بیشتر فصل را با شکستگی استخوان‌گونه از دست داد. در فصل ۱۹۲۸-۱۹۲۹، در ۲۵ بازی، دو گل زد، اما نتوانست از سقوط در رده پایین جلوگیری کند. وی در فصل ۱۹۲۹-۱۹۳۰، در هشت بازی لیگ شرکت کرد. در تابستان سال ۱۹۳۰، وی از لیگ سوم شمال با سابقه هجوم ویلف کرکهام جدا شد.